# 比尼库尔 (阿登省)
比尼库尔（法語：Bignicourt，法語發音：[biɲikuʁ]）是法国大东部大区阿登省的一个市镇，位于该省南部偏西，属于勒泰勒区。

## 地理
比尼库尔（49°23'57"N, 4°25'28"E）面积8.62 平方千米，位于法国大東部大區阿登省，该省份为法国北部内陆省份，西接埃纳省，南至马恩省，东临默兹省，北与比利时接壤。
与比尼库尔接壤的市镇（或旧市镇、城区）包括：阿内勒、科鲁瓦、瑞尼维尔、拉讷维尔-昂图尔讷-阿菲伊、勒图尔讷河畔维尔。

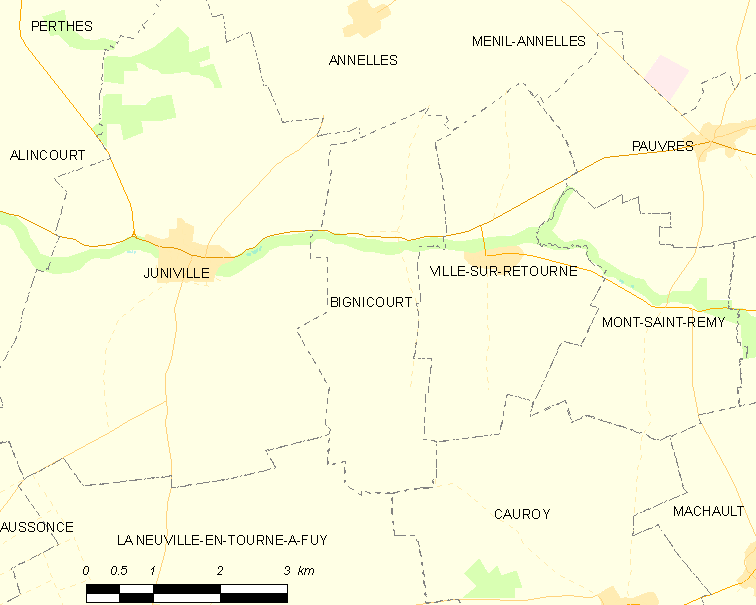
的OSM定位图

比尼库尔的时区为UTC+01:00、UTC+02:00（夏令时）。

## 行政
比尼库尔的邮政编码为08310，INSEE市镇编码为08066。

## 政治
比尼库尔所属的省级选区为波尔西安堡县。

## 人口

1962-2008年间人口变化图示

比尼库尔于2022年1月1日时的人口数量为66人。